# Ceylonthelphusa callista
Ceylonthelphusa callista là một loài giáp xác trong họ Parathelphusidae.